# 소·청구
소(訴)라고 하는 것은 원고가 피고를 향해 주장하고 있는 일정한 법적 주장이 올바른 것이냐 아니냐 하는 점에 대하여 법원의 판단을 구하는 행위를 말한다. 그래서 이러한 소의 내용을 이루고 있는 일정한 법적 주장을 소송상의 청구라고 부른다. 따라서 소송상의 청구는 법원측에서 본다면 소위 재판의 테마와 같은 것이며 소가 진실한 것으로서 취급받기 위해서는 반드시 구비하지 않으면 아니 되는 사항이다. 그러나 소의 내용을 이루는 것이라면 어떠한 사항이라도 청구라고 평가되는 것은 아니며 반드시 다음의 요건을 구비하지 않으면 아니 된다. (1) 청구라고 하기 위해서는 그 주장하는 것이 법적으로 평가되고, 권리의 주장이라고 인정되는 것이 아니면 안 된다. 단순한 사실의 주장, 예를 들면 욕을 한 사실이 있다든가 법률의 해석을 구하는 주장 등은 올바른 청구하고 할 수가 없다. (2) 법적으로 평가될 수 있는 주장이라고 하더라도 그 법적 주장은 일정·명백한 것이 아니면 아니 된다.